# Clan Gionta
Il clan Gionta è un sodalizio camorristico operante nell'area del comune di Torre Annunziata. È stato uno dei clan più feroci, sanguinari e potenti fino all'arresto del boss Valentino e dei figli Pasquale Gionta e  Aldo "'o Poeta" Gionta.

## L'affermazione
L'organizzazione criminale inizia ad essere famosa all'inizio degli anni ottanta quando Valentino Gionta, che lavora a Torre Annunziata con la qualifica di "ambulante ittico", stringe contatti con Cosa nostra e con i Nuvoletta di Marano, affiancandosi alla Nuova Famiglia nella lotta contro il disegno criminale di Raffaele Cutolo. L'11 settembre 1981 i Gionta fanno piazza pulita dei capizona della Nuova Camorra Organizzata di Cutolo a Torre Annunziata, dove vengono ammazzati Salvatore Montella e Carlo Umberto Cirillo.
Il clan si basa soprattutto sul contrabbando di sigarette, ma anche sul controllo del mercato ittico dove attraverso una cooperativa, la Do.Gi. Pesca, riesce a mettere le mani su interessi di miliardi di lire. È solo l'inizio del periodo d'oro del clan che, negli anni, sarà in grado di far sorgere una vera e propria holding. 
Il secondo passo è il traffico dell'eroina che risulta di facile attuazione avendo a disposizione numerosissimi pescherecci. Ma questo è un interesse troppo grande ed è per questo che il clan entra in conflitto con Antonio Bardellino. È proprio il boss casertano a volere la strage di Sant'Alessandro che sarà perpetrata dagli uomini di Carmine Alfieri. Ma il 1984 è a favore al clan Gionta perché il 20 maggio a cadere è Leopoldo Del Gaudio, boss di Ponte Persica, che controllava il mercato dei fiori di Pompei.

## L'arresto di Valentino
Il 3 novembre furono notificati 54 mandati di cattura, emessi dal Tribunale di Napoli. Il boss verrà catturato quasi un anno dopo, nel giugno del 1985, a Marano, in zona Poggio Vallesana, il quartiere generale dei Nuvoletta.
Con il boss a scontare l'ergastolo dal 1991, grande potere sembra avere la moglie Gemma Donnarumma e comunque il giro di Palazzo Fienga (roccaforte storica dei Gionta), nel Quadrilatero delle Carceri, conta ancora molto. Gli affari principali sono estorsioni e spaccio. 
Dopo l'operazione "Altamarea" le redini del clan sono passate nelle mani di Umberto Onda ritenuto essere il vero reggente del clan nel periodo intercorso tra novembre 2008 e giugno 2010. Quel che resta dei Gionta si è rafforzato grazie al matrimonio del nipote omonimo del boss Valentino con una ragazza della famiglia di "François" Chierchia, incontrastato nel Rione Provolera. Tornato in libertà Aldo Gionta, il boss "poeta", il comando del clan passa nelle mani del legittimo "possessore" fino all'agosto 2014, mese in cui Gionta verrà arrestato dopo una breve latitanza. Dopodiché il comando del clan passa in varie mani di personaggi minori del clan tra cui Ciro Nappo e Vincenzo Amoruso.

## Lo scontro coi Gallo
Nel 2007 sei omicidi rivelano lo scontro dei Gionta con il clan Gallo egemone da via Murat fino a Villa Oplonti.

## L'arresto dei familiari
Il 4 novembre 2008 viene condotta un'operazione a Napoli, zona Torre Annunziata, eseguendo 88 arresti (di cui 28 già in carcere, come il capo Valentino Gionta) contro il clan. 
Altro durissimo colpo al cuore del clan è stato messo a segno nell'estate del 2009 dai militari del Nucleo Investigativo del neonato Gruppo Carabinieri di Torre Annunziata agli ordini del Maggiore Pasquale Sario e del Capitano Paolo Guida, i quali hanno tratto in arresto i latitanti Di Ronza Gaetano, Palumbo Michele, Ambrosino Vincenzo ed il reggente Nappo Ciro. 
Arrestato l'ultimo baluardo dei Gionta, il clan oramai ha perso tutto il suo potere sul territorio. Umberto Onda, super ricercato tra i 100 latitanti più pericolosi, è stato acciuffato dai militari dell'Arma coordinati dal Tenente Colonnello Andrea Paris al porto di Brindisi, il latitante proveniva dalla Grecia assieme ad alcuni amici.
Nel maggio del 2020 il genero di Valentino Gionta, Giuseppe Carpentieri, marito di Teresa Gionta, è rimasto vittima di un agguato. Carpentieri, scarcerato da poco, dopo aver scontato 27 dei 30 anni di reclusione che gli erano stati inflitti per duplice omicidio, si trovava sul balcone di casa propria allorché è stato raggiunto da diversi colpi d'arma da fuoco che l'hanno attinto alla gamba e all'inguine. Ferito, è stato dapprima trasferito presso l'ospedale di Boscotrecase (il quale sarebbe stato devastato dai familiari del ferito poiché impossibilitato a fornire le cure del caso a quest'ultimo in quanto adibito a centro COVID-19) e, successivamente, trasportato presso l'ospedale "Maresca" di Torre del Greco. Carpentieri era stato anche coinvolto in un'altra inchiesta contro alcuni elementi del clan Gionta, accusati dall'Antimafia di comunicare dal carcere con i membri del clan ancora in libertà e nell'ottobre del 2014, congiuntamente ad un affiliato al clan Chierchia, era stato arrestato, nel mentre si trovava già detenuto in carcere, per estorsione e associazione a delinquere di tipo mafioso.

## L'arresto di Tony Marciano, Aldo Gionta e Valentino Gionta jr
Il 4 luglio 2012 sono state arrestate 22 persone a seguito ad un'indagine legata al clan, raggiunti da ordinanza di custodia cautelare per spaccio e associazione finalizzata al traffico di stupefacenti aggravati dal metodo mafioso e dal carattere transnazionale dell'attività illecita. Tra le accuse vi è il traffico dai Paesi Bassi di cocaina, hashish, marijuana. Tra gli arrestati anche un noto cantante neomelodico, Tony Marciano. Nell'agosto del 2014 viene arrestato Aldo, figlio di Valentino. Soprannominato boss poeta a causa di alcune missive spedite al figlio Valentino jr, nelle quali impartiva consigli a quest'ultimo - poi catturato nel novembre del 2014 - su come barcamenarsi e guidare il clan durante la sua assenza dovuta alla detenzione, Aldo Gionta era in procinto di recarsi a Malta come latitante; per sfuggire alla cattura si era, in diverse occasioni, travestito da donna. Il 27 novembre del 2014 viene catturato Valentino Gionta jr, figlio di Aldo Gionta, nonché nipote e omonimo dello storico boss Valentino Gionta. Il latitante, considerato il reggente del sodalizio, è stato catturato in un appartamento sito nel popolare Rione Provolera, nascosto all'interno di una botola creata ad arte all'interno dell'abitazione. Gionta si era reso latitante dopo esser sfuggito, assieme al padre Aldo, ad un blitz contro il clan avvenuto nel giugno precedente.